# Бистшейовиці-Другі
Бистшейовиці-Другі (пол. Bystrzejowice Drugie) — село в Польщі, у гміні П'яскі Свідницького повіту Люблінського воєводства.